# GloboNews
GloboNews est une chaîne de télévision brésilienne d'information en continu lancée le 15 octobre 1996 et fait partie des chaînes du groupe de médias brésilien Grupo Globo.

## Programmation
| Titre                                   | Hôtes principaux                            |
| --------------------------------------- | ------------------------------------------- |
| Jornal GloboNews - Edição da Meia-noite | Narayanna Borges                            |
| GloboNews em Ponto                      | Mônica Waldvogel Nilson Klava               |
| Conexão GloboNews                       | Camila Bomfim Daniela Lima Leilane Neubarth |
| Estúdio i                               | Andréia Sadi                                |
| GloboNews Mais                          | Julia Duailibi                              |
| Jornal GloboNews - Edição das 18h       | César Tralli                                |
| GloboNews em Pauta                      | Marcelo Cosme                               |
| Jornal das Dez                          | Aline Midlej                                |
| Jornal GloboNews - Especial de Domingo  | Elisabete Pacheco Erick Bang                |
| Central GloboNews                       | Natuza Nery                                 |
| Cidades e Soluções                      | André Trigueiro                             |
| Diálogos com Mário Sérgio Conti         |                                             |
| GloboNews Documentário                  |                                             |
| GloboNews Fernando Gabeira              |                                             |
| GloboNews Internacional                 | Marcelo Lins Guga Chacra                    |
| GloboNews Miriam Leitão                 |                                             |
| GloboNews Roberto D'Ávila               |                                             |